# Fabio Bidini
Fabio Bidini (né à Arezzo le 11 juin 1968) est un pianiste italien, finaliste du concours international de piano Van-Cliburn à Fort Worth en 1993. par ailleurs, il est enseignant à l'université des arts de Berlin en Allemagne.

## Référence
- (en) Cet article est partiellement ou en totalité issu de l’article de Wikipédia en anglais intitulé « Fabio Bidini » (voir la liste des auteurs).